# Torre Vicealmirante Repetto
La Torre Vicealmirante Repetto es un edificio residencial de estilo moderno que se encuentra en la Avenida Córdoba, a metros de la Avenida Callao, en el barrio de San Nicolás, ciudad de Buenos Aires, Argentina.
Fue encargada por la Sociedad Militar Seguros de Vida (SMSV) al estudio de los arquitectos José M. Gassó, Martín Meyer y Raúl Rivarola en 1968, con el objetivo de concentrar el local de la aseguradora, departamentos de vivienda y estacionamientos. Comenzó a construirse al año siguiente y se terminó en el año 1971. La empresa constructora fue Eugenio Grasetto S.A.
El acceso a la torre se construyó en acero inoxidable y cristal, hacia un hall bajo el nivel de la calle, al mismo tiempo que el local de la SMSV se ubicó en una planta elevada respecto del nivel de la misma. La torre (viviendas) y el basamento (local de la aseguradora) fueron pensados de forma diferenciada, con circulaciones internas independientes, pero la ubicación del comedor del personal en el comienzo de la torre permitió articular ambos cuerpos.
Los 20 pisos de la torre fueron ocupados por 4 departamentos cada uno, mientras que el piso 21º conformó un dúplex con el piso 20º, además de la sala de máquinas y los 3 departamentos de los encargados.
La torre forma parte de un conjunto de 2 edificios pertenecientes a la SMSV, que comparten un basamento del cual se desprenden sus torres separadas. Este edificio es el más alto (tiene 21 pisos desde el basamento), y está destinado a viviendas, mientras el otro lo está a oficinas.